# Brandenburgs voetbalkampioenschap 1915/16
In 1915/16 werd het vijfde voetbalkampioenschap gespeeld, dat georganiseerd werd door de Brandenburgse voetbalbond. 
BTuFC Viktoria 1889 werd kampioen, vanwege de Eerste Wereldoorlog werd er geen eindronde om de Duitse landstitel gespeeld. Het gros van de kampioenschappen in het Duitse rijk werd immers niet gespeeld.

## Eindstand
| Plaats | Club                        | Wed. | W  | G | V  | Saldo | Ptn   |
| ------ | --------------------------- | ---- | -- | - | -- | ----- | ----- |
| 1.     | Berliner TuFC Viktoria 1889 | 18   | 15 | 2 | 1  | 55:16 | 32:4  |
| 2.     | Berliner FC Hertha 92       | 18   | 15 | 1 | 2  | 59:23 | 31:5  |
| 3.     | Berliner FC Preußen 1894    | 18   | 11 | 3 | 4  | 54:35 | 25:11 |
| 4.     | Berliner BC 03              | 18   | 9  | 2 | 7  | 48:33 | 20:16 |
| 5.     | Berliner SC Minerva 93      | 18   | 7  | 4 | 7  | 34:29 | 18:18 |
| 6.     | Tennis Borussia Berlin      | 18   | 6  | 4 | 8  | 38:52 | 16:20 |
| 7.     | Berliner TuFC Union 1892    | 18   | 6  | 2 | 10 | 40:44 | 14:22 |
| 8.     | SC Union 06 Oberschöneweide | 18   | 3  | 3 | 12 | 40:55 | 9:27  |
| 9.     | BFC Berolina 1885           | 18   | 4  | 1 | 13 | 25:64 | 9:27  |
| 10.    | Berliner FC Vorwärts 1890   | 18   | 3  | 0 | 15 | 32:74 | 6:30  |

|  | Kampioen |